# Vaucluse (Doubs)
Vaucluse è un comune francese di 154 abitanti situato nel dipartimento del Doubs nella regione della Borgogna-Franca Contea.

## Società

### Evoluzione demografica
Abitanti censiti